# Guerrieri del surf
Guerrieri del surf (Surf Ninjas) è un film del 1993, diretto da Neal Israel.

## Trama
Johnny e Adam sono adolescenti surfisti che vivono a Los Angeles con il padre Mac. Due settimane prima del sedicesimo compleanno di Johnny, i ninja attaccano gli adolescenti, ma vengono sconfitti da Zatch, un misterioso guerriero con una benda sull'occhio. Un attacco seguente porta al rapimento di Mac, sebbene Zatch sia in grado di proteggere gli adolescenti e il loro amico Iggy dai ninja. Adam scopre che il videogioco sul suo Sega Game Gear corrisponde agli eventi che accadono intorno a lui e scopre di poter controllare alcuni eventi attraverso il suo Sega. Zatch rivela a Johnny e Adam che in realtà sono i figli del re di Patusan, la cui monarchia fu rovesciata dal malvagio colonnello Chi quando i fratelli erano piccoli. È il loro destino tornare a Patusan, rovesciare il colonnello Chi e liberare il popolo. Zatch li porta nel quartiere di "Little Patusan" a Los Angeles, dove Johnny viene presentato a una principessa patusana, Ro-May, che è stata promessa sposa di Johnny da quando erano piccoli.
I ninja attaccano di nuovo, ma le abilità di Johnny come principe guerriero emergono e sconfigge molti dei suoi nemici. Johnny, Adam, Iggy, Zatch e Ro-May decidono di tornare a Patusan. Sono seguiti da un detective di Los Angeles, il tenente Spence, che stava indagando sugli attacchi dei ninja. Raggiungono Patusan e scoprono a cosa ha portato il governo del colonnello Chi, tra cui un villaggio bruciato e una banda di prigionieri politici. Le guardie li individuano e sono costretti a combattere. Johnny e Adam li sconfiggono e liberano gli abitanti del villaggio dalla loro prigionia.
Zatch conduce l'equipaggio in una grotta nascosta in cui sono conservate le antiche armi della monarchia Patusani. Zatch arma Johnny e lo attacca per prepararlo per le sfide future. Johnny viene picchiato ripetutamente, ma è finalmente in grado di disarmare Zatch. Radunando gli abitanti del villaggio, viaggiano verso la costa, di fronte a un'isola che ospita la città reale e la prigione del colonnello Chi. Incapace di andare in barca a causa di una barriera corallina invalicabile, Johnny e Adam dicono ai patusani di fare tavole da surf. Quindi pagaiano verso il lato non custodito dell'isola.
Atterrando sull'isola, Johnny e Zatch guidano l'attacco alla città reale, abbattendo gli scagnozzi di Chi e liberando Mac. Durante la battaglia, Zatch si rivela essere lo zio paterno dei ragazzi. Johnny affronta il colonnello Chi, sconfiggendolo con successo facendolo cadere in uno specchio d'acqua con l'aiuto di Adam e della sua attrezzatura da gioco. Con il dominio di Chi annullato, la pace viene ripristinata a Patusan. Johnny è seduto come il principe guerriero annunciato con Ro-May come la sua principessa e Adam come un principe. Johnny dichiara che la monarchia è sciolta e annuncia che Patusan opererà come una democrazia. La sua ragione per farlo è che le persone siano finalmente libere dalle regole, dal bene o dal male.